# Philipp Schirmer
Franz Philipp Schirmer (* 10. Juni 1810 in Jülich, Département de la Roer; † 1. Oktober 1871 in Kettwig, Landkreis Essen) war ein deutscher Landschafts- und Porträtmaler der Düsseldorfer Schule sowie Fotograf.

## Leben
Schirmer war der drittälteste Sohn des Jülicher Buchbinders Johann Gottlob Schirmer (1763–1826) und dessen Frau Wilhelmine Johanna Christina Schirmer, geborene von Breitschwert (1768–1841). Sein älterer Bruder war der bekannte Düsseldorfer Landschaftsmaler Johann Wilhelm Schirmer, den er 1829 auf einer Studienreise an die Ahr begleitete. Wie sein Bruder besuchte Schirmer die Kunstakademie Düsseldorf, ab 1830 mit diesem gleichzeitig. Dort waren in der Zeit zwischen 1830 und 1833 Heinrich Christoph Kolbe, Karl Ferdinand Sohn und Theodor Hildebrandt seine Lehrer. Anleitung erhielt er auch von Leonhard Rausch, einem Landschaftsmaler, der wie er und sein Bruder aus Jülich an die Düsseldorfer Akademie gekommen war. Außer als Maler betätigte sich Schirmer als Fotograf. Bekannt ist etwa eine Porträtfotografie Schirmers von seinem Bruder Johann Wilhelm aus der Zeit um 1860. Bis 1853 lebte Schirmer als Maler in der Mühlenstraße in Düsseldorf-Altstadt, danach zog er nach Kettwig. In Kettwig schuf er unter anderem Porträts der mit ihm befreundeten Industriellenfamilie Julius Scheidt (1813–1874).